# GAC Gonow Automobile

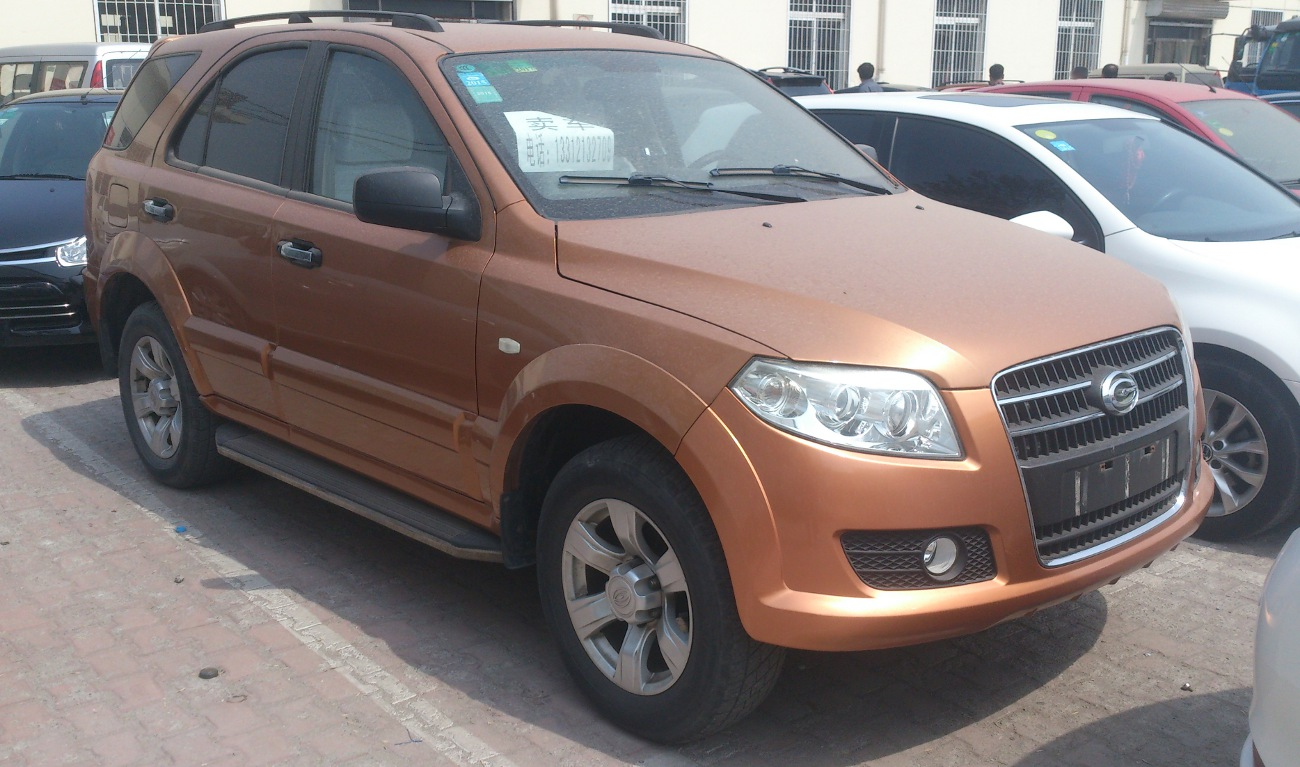
Gonow Aoosed G3

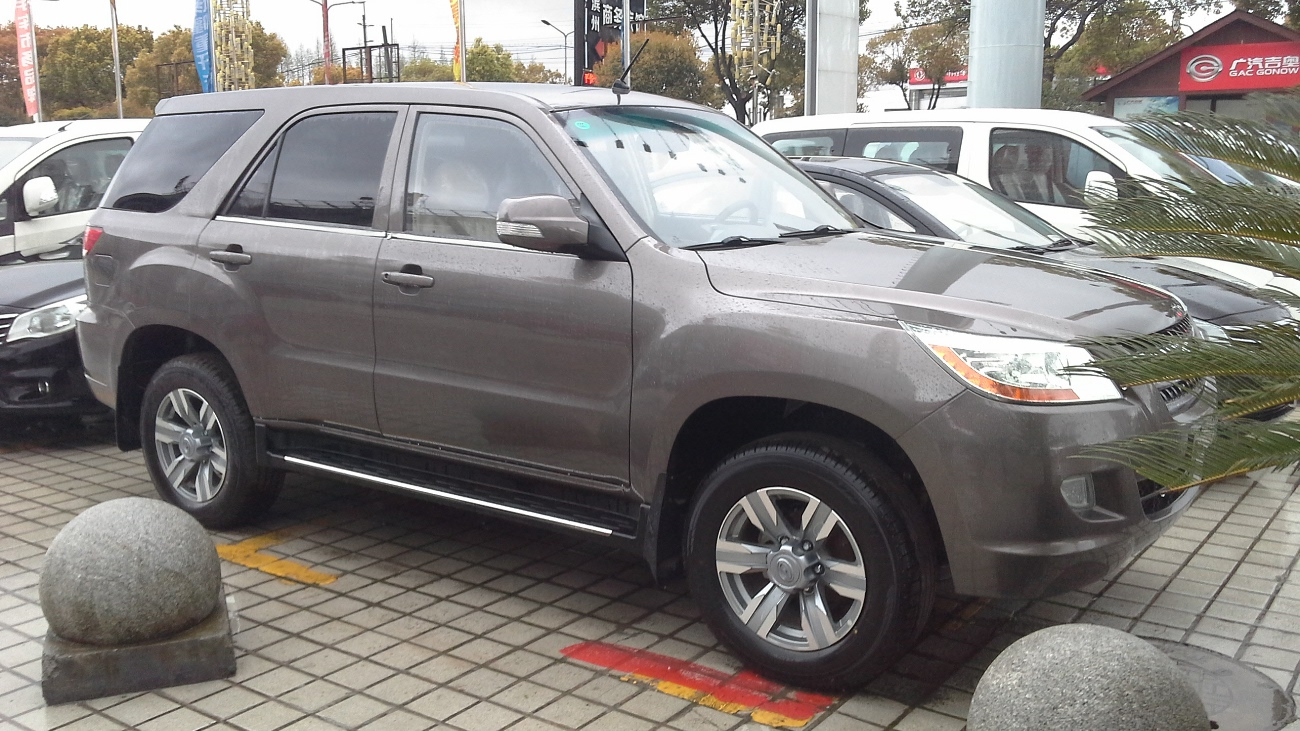
Gonow Aoosed G5

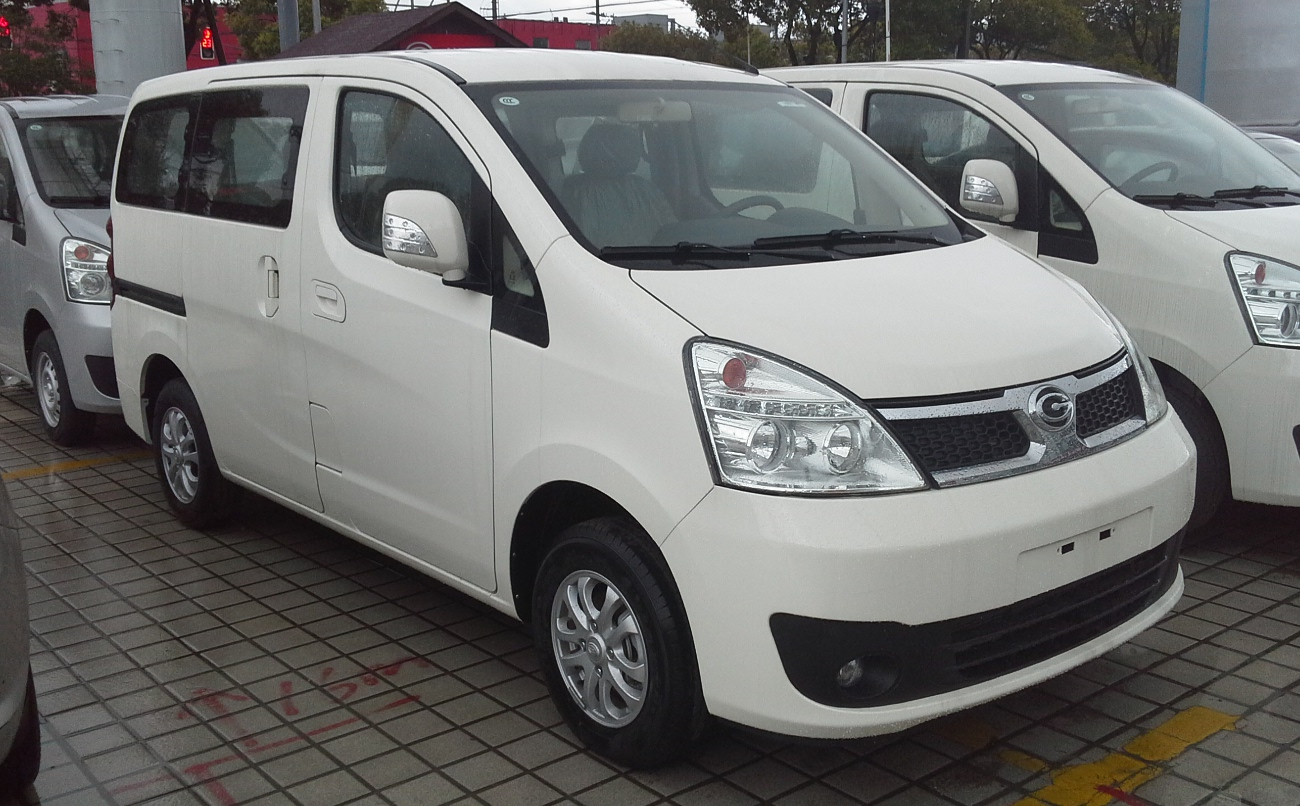
Gonow Xinglang

GAC Gonow Automobile war ein Hersteller von Automobilen aus der Volksrepublik China.

## Unternehmensgeschichte
Die Guangzhou Automobile Industry Group und die Zhejiang Gonow Holdings Group gründeten 2010 dieses Gemeinschaftsunternehmen. Die Guangzhou-Gruppe hielt 51 % der Anteile und die Zhejiang-Gruppe 49 %. Der Sitz ist in Hangzhou. Die Produktion der Fahrzeuge des bisherigen Unternehmens Zhejiang Gonow Automobile wurde unter Beibehaltung des Markennamens fortgesetzt.
Im Februar 2016 wurden die letzten Fahrzeuge des eigenen Markennamens in China zugelassen.
2016 kündigte die Guangzhou-Gruppe an, die restlichen Anteile aufkaufen zu wollen, um die Fabrik zur Produktion der gut verkäuflichen Fahrzeuge der eigenen Marke GAC der Submarke GAC Trumpchi zu nutzen.
Im März 2016 erfolgte die Übernahme.
Im Juni 2016 wurde über eine mögliche Insolvenz berichtet.
Es ist unklar, ob das Unternehmen noch existiert.

## Fahrzeuge
Im Angebot standen SUVs und Minivans.